# Eichwald und Buschmühle
Das Naturschutzgebiet Eichwald und Buschmühle liegt auf dem Gebiet der kreisfreien Stadt Frankfurt (Oder) in Brandenburg.
Das Gebiet mit der Kenn-Nummer 1187 wurde mit Verordnung vom 16. Mai 1990 unter Naturschutz gestellt. Das rund 234 ha große Naturschutzgebiet, durch das die A 12 verläuft, erstreckt sich südlich der Kernstadt von Frankfurt (Oder) entlang der östlich fließenden Oder und entlang der östlich verlaufenden Staatsgrenze zu Polen. Westlich verlaufen die Landesstraße L 381 und die B 112, unweit südlich erstreckt sich das ca. 1443 ha große Naturschutzgebiet Mittlere Oder.